# Валтер Модел
Ото Мориц Валтер Модел (Гентин, 24. јануар 1891 — Дуизбург, 21. април 1945) је био немачки фелдмаршал у Другом светском рату, командант армије и групе армија, одликован дијамантима за мачеве и храстово лишће Витешког крста. Познат је по надимком „Хитлеров ватрогасац“.

## Рани период
Ото Мориц Валтер Модел је рођен 24. јануара 1891. године у Гентину, близу Магдебурга у породици средње класе. У породици није био ниједан војник, нити је било војне традиције, као на пример код Манштајна, Клајста и других аристократа у Вермахту. Његов отац је био учитељ а касније и директор музичке школе. Моделови преци са мајчине стране (име Моделове мајка је Мери Демер) су углавном земљорадници који су се целог живота бавили пољопривредом на сеоском домаћинству.
Интересантно је да је крајем рата, мало пре самоубиства, Модел наредио једном од својих ађутанта да запали сва његова лична документа и из тог разлога, данас се јако мало зна о његовом дечачком и омладинском животу. Извесно је, да је у школи Модел био пажљив ученик. Похађао је гимназију у Ерфурту, где су му најмилији предмети били историја и учење грчког и латинског језика.
Током 1906. године у време школовања у црквеној гимназији у Наумбургу, где је био смештен један армијски батаљон, Модел се први пут среће са војском. Само две године касније, са својих 17. година живота, он се пријављује добровољно (помоћу везе свог утицајног деде) у 6. Бранденбуршки пук. Наредних 18 месеци Модел се обучава у војној школи у Најсу, и у том периоду коренито мења свој начин размишљања. У 1910. години добија звање потпоручник и започиње курс јахања. Тада се код њега појављује наклоност ка лову, и ускоро Модел до таквог степена усавршава технички јахања, да постаје један од најбољих јахача међу својим колегама у школи.
Модел је изградио репутацију амбициозног и часног официра. Није се бојао да каже то, шта мисли, и чудно је, да ни у младости, нити у каснијем периоду није имао блиске пријатеље.

## Први светски рат
Када је почео Први светски рат, Модел се налазио у 1. батаљону 52. пука дислоцираног на западном фронту. Током наја 1915. године у борби код Седана, Модел је тешко рањен од шрапнела и проводи један месец у болници. За тешко рањавање добија Гвоздени крст I степена. Енергичност и смелост, коју је често Модел демонстрирао у борби, оставили су силан утисак на његовог команданта дивизије Оскара фон Прусена (један од 6 синова немачког цара). Прусен лично позива Модела и предлаже му службу у штабу дивизије.
Недуго затим Модел решава да се врати поново на линију фронта и постаје командир чете. У току једног жестоког контранапада, тешко је рањен. Крајем рата је пребачен у Генералштаб у Берлину без претходне неопходне зато обуке у војној академији, што је апсолутно необично признање за заслуге младог официра. Упркос томе, што Модел није аристократа, он је укључен у састав Рајхсвера током 1919. године и распоређен је у 2. пешадијски пук у Аленштајну, Источна Пруска.

## Између два рата
Након рата за разлику од многих других генералштабних официра, он избегава да се интересује за политику. У место тога он је написао књигу о фелдмаршалу Аугусту Најтхарду Гнајзенау.
За време гашења комунистичког устанка у Рурској области, Модел упознаје будућу супругу - Герда Хусен - са којом склапа брак годину и по касније.
Једна од одлика карактера Модела током овог периода је велика прврженост хришћанској цркви и верност Немачкој. Извесно је да је проучавао много војно-историјску тематику и може да се каже да је у том периоду силно извршио утицај на генија одбране генерал-потпуковника Фридриха фон Лосберга.
Фон Зект и други високопостављени немачки официри, сматрали су Модела за примерног пруског официра — извршан и веран војној дужности. Међутим Модел је био лишен осећаја за вештину понашања. Безосећајно је санкционисао потчињене за дозвољене грешке и отворено критиковао своје начелнике, када се није слагао са њима. Недостатак префињености и каваљеризма биле су главне одлике због којих је одскакао од истинских пруских официра. Модел се грубо држао и норматива етике према вишој класи, држећи се апсолутно по страни.
Тридесетих година Модел врши различите дужности у Генералштабу, а за кратко време је командовао батаљоном у Источној Пруској. Током 1934. године добија чин пуковник, и постављен је за команданта 2. пешадијског пука. Након тога Модел заузима место начелника одељења за обуку личног састава министарства одбране. У 1935. години постављен је за начелника 8. одељења у Генералштабу, одговоран за техничку опрему армије и разраду доктрине будућег Вермахта. Посећује Совјетски Савез са циљем изучавања техничких аспекта пренаоружавања, где је на бази искуства из времена Вајмарске републике и тога, шта је видео тамо, оформио у њему велико непријатељство против комунизма. Модел је пешадинац и уопште се ништа није разумео у технику, но био је категоричан за изградњу савремених моторизованих јединица и авијације. Током тог периода Гудеријан је уживао пуну подршку Модела.
Дана, 1. марта 1938. године Модел је повишен у чин генерал-мајор, а у новембру исте године је постављен за начелника штаба 4. армијског корпуса у Дрездену. Припремао се за постављање на месту начелника штаба армије која је требало да нападне Чехословачку, но након Минхенског споразума та кампања губи смисао.

## Други светски рат
У току Пољске кампање Модел врши дужност начелника штаба 4. армијског корпуса генерала Виктора фон Швелдера. Корпус је учествовао у неколико тешких борби и упркос што је у целини употребљавао неправилне методе ратовања, Модел није уцрнио каријеру.
Модел се упознао са Хитлером у Берлину мало након Пољске кампање. Упознаје и Гебелса, који је чуо за Модела сасвим скоро и то случајно. Као и многи други немачки генерали, Модел је осећао одвратност ка бољшевизму и био убеђен, да је Немачка обавеза да има гвоздени ред, гарантован од једне силне армије и полиције. Међу официрима мишљења за Модела била су различита. Неки га сматрају за крајњег нацисту, прогнозирајући му чланство у СС и огромну оданост Адолфу Хитлеру. Други сматрају да је Модел паметан и да користи Хитлера и режим за лако и брзо уздизање у службеној хијерархији. При свему томе једно је сигурно - у току тешких борби на Источном фронту, Модел није ниједном, штавише и у најбезнадежнијим ситуацијама падао у песимизам и често ризиковао и свој живот на линији фронта.
Извесно је, да се ни Хитлер није осећао много пријатно у присуству Модела, упркос чињеници да је у њега имао пуно поверење. Једном је Адолф Хитлер рекао Кајтелу и Јодлу: "Видесте ли његов поглед? Убеђен сам, да ће тај човек да уради све што се од њега тражи, но ја не желим ни у каквом смислу да ми буде потчињени".

### Битка за Француску
У Француској 1940. године Модел постаје начелник штаба 16. армије генерала Ернста Буша. Током новембра 1940. године преузима команду над 3. оклопном дивизијом, где је његов непосредни начелник Лео Гајр фон Швепенбург. Швепенбург сматра Модела за одличног официра, но релативно ограниченог само на војна питања. У дивизији му многи од почињених официра нису били симпатични и кад им се обраћао био је хладан, а и то је радио само по службеној дужности. Упоредо с тим, обични војници су му се дивили, за лично присуство на линији фронта и умећу да руководи борбом уместо да се налази у штабу.
Дана, 22. јуна 1941. године у нападу на Совјетски Савез, Модел командује 3. оклопном дивизијом, као саставни део 2. оклопне групе генерала Гудеријана. У октобру 1941. године Модел добија звање генерал оклопних снага и преузима команду над 41. корпусом. Огроман део потчињених официра показује незадовољство због тога, што Модел тражи од њих неостварљиво и не прихвата никакво оправдање, каква год да је била ситуација. Рецимо у јуну 1944. године, када је постао командант групе армија Центар, Модел је претио свим потчињеним командантима војним судом, уколико се повуку са тренутног положаја. Имао је чврсту вољу и његово основно животно правило је: "Онај, који води иза себе војнике, нема право да мисли на себе".

### Источни фронт
У време операције "Барбароса", Модел је показао да је добар ученик Гудеријана. Његова дивизија пролази као лавина кроз Украјину и учествује у опкољавању Кијева. Са тачке гледишта, на питање за одржавање борбеног духа у војсци, генерал Модел са показао за немачку војску примерно, као и генерал Џорџ Патон касније за америчку војску. Када је модел преузео команду над 9. армијом, њој су већ биле предодређене безнадежне одбрамбене борбе око Ржева.
Модел је један од малог броја немачких генерала, који се осмелио да говори Хитлеру истину без заобилажења. Током јануара 1942. године када се команда 9. армије нашла у окружењу код Ржева, Модел лично одлеће за Берлин да убеди Хитлера да пошаље појачање. Адолф Хитлер прима Модела и предлаже свој план за излазак из окружења. Модел стрпљиво саслушава Адолфа Хитлера и на крају каза: "Мој Фиреру, ко командује 9. армијом, ви или ја?". Чудно а и ретко се дешава, но Хитлер одступа и даје пуну слободу дејства Моделу. Совјети нападају тачно на то место које је предсказао Модел и бивају разбијени.
Модел спасава 9. армију контранападом од 22. јануара 1942. године, прво зауставља совјете, а након тога окружује њихову 39. армију, која је нешто раније успела да пробије немачке одбрамбене положаје на југу. Совјети се очајно труде да спасе своју окружену војску. Значајно проређена и лоше снабдевена армија Модела је изложена непрекидним нападима од стране совјетске војске: 22-га, 29-та, 31-ва, 30-та као и 1-ва ударна армија. Нападајући позиције Модела, совјетски војници нису разматрали тактичку доктрину и исцрпели и себе и противника у чеоним нападима широких размера, јединица за јединицом, талас за таласом у страшној хладноћи. У исто време совјетска 39. армија се трудила да изврши пробој помоћу фанатичног напада.
За време тих борби, исто као и у многим другим случајевима, совјети су нападали жестоко. Модел је одговорио са истом фанатичном решеношћу и невероватном енергијом. На критично место у борби, Модел је располагао СС пуком „Фирер“ из 2. СС моторизоване дивизије „Рајх“ и наређује да се држе по сваку цену. И војници су издржали. У моменту завршетка борбе, остало је свега 35 фанатичних есесоваца способних за борбу из целог пука, остали су погинули или били рањени.
Борбе су трајале до 24. фебруара 1942, године. Од 32.000 војника и официра, колико их је имала 39. совјетска армија, предало се око 5.000. Остали су погинули у очајном покушају да се пробију из обруча. Шест совјетских дивизија је збрисано са лица земље, још четири су биле близу тога, а десетак других је преполовљено. Напори совјетске војске да пресеку Московски пут није успео. Зимско наступање Црвене армије се преокренуло за Стаљина у изненадан и неочекиван пораз код Ржева. Валтер Модел спасава групу армија Центар, и у то нико није сумњао. За своју одбрамбену победу Модел добија чин генерал-пуковник и то му је уједно четврто повишење за три године. Адолф Хитлер је лично окачио на груди Модела Витешки крст са храстовим лишћем.
Стаљин још увек није изгубио решеност да уништи 9. армију, која се налазила на свега 112 километра од Москве. Совјетска војска наставља нападе на позиције Немаца током марта, априла, крајем јула, па чак и средином октобра 1942. године. Модел је одбио све нападе. Но након пропасти код Стаљинграда (види:Стаљинградска битка), више није имало никаквог смисла да се задржи Ржев, кад је постало јасно, да тај град неће више да буде коришћен као мостобран за наступање ка Москви. Кад се крајем јануара 1943. године Паулус предао у Стаљинграду, Модел је прокоментарисао: "Један фелдмаршал не може да буде војни заробљеник".
Од 1. до 21. марта 1943. године пред очима десет совјетских армија Модел повлачи своју 21. дивизију за 60 километра, скративши тако дужину тог дела фронта са 500 на 200 километра, ослобађајући целу своју армију за следећу операцију Хитлера на исток. То је једно од најбоље планираног и спроведеног повлачења за време целог рата. Совјети не могу то да кажу за себе. Сви покушаји да се уништи 9. армија док је одступала, доводили су само до нових совјетских губитака.
Након одступања од Ржева, 9. армија је пребачена са северног на јужно крило групе армија Центар и њој је предата одговорност за северно крило у операцији „Цитадела“ — последње крупно наступање Немаца на исток. Циљ те операције је био да се одсече и уништи велика избочина совјетске војске у рејону Курска. Првоодређени датум за старт операције био је 3. мај 1943. године.
Битка код Курска је у основи битка Модела и он сноси огроман део одговорности за претрпљени пораз. Он тражи де се почетак операције одложи све до тада, кад буду готове апсолутно све припреме и кад му буду достављени нови ловци тенкова Фердинанд (Елефант). Он убеђује Хитлера да одложи почетак операције за 5. мај, па за 15. мај, након тога до средине јуна, па за 3. јул и на крају за 5. јул. Манштајн и Цајтцлер, подржали су идеју за операцију „Цитадела“, као и њен почетак да буде почетком маја, у јулу већ су говорили да ће то тешко да се изведе, но Хитлер није желео ништа да чује о томе. Гудеријан је противник те операције од самог почетка њене разраде, а Клуге као и обично, се држао неопредељено.
У суштини Модел је значајно увеличао своју тенковску моћ у том периоду, но све његове попуне су много надјачане од стране припрема совјета. До времена, када Модел најзад излази на полазно место за операцију „Цитадела“, совјети су успели да изграде три главне линије одбране од 4 до 5 километра дубине свака. Они су располагали са три пуна фронта (групе армија) у рејону Курског лука и држали у резерви 11, 4. оклопну и 3. оклопну армију.
Битка код Курска се сматра највећом тенковском борбом у историји. Модел наноси удар по одбрани совјетске војске у клину са 5 оклопних дивизија. Укупно, он је располагао са 6 оклопних дивизија, свака са по више од 100 тенкова, 2. оклопно-гренадирске дивизије, 11 пешадијских дивизија и неколико мањих јединица. Модел је имао око 3000 оклопних возила (тенкови, самоходни топови, јуришни топови, ловци тенкова, оклопни аутомобили и оклопни транспортери). Манштајн, који је руководио јужним крилом, располагао је са 1500 оклопних возила.
Напад на делу фронта којим је руководио Модел, започео је лоше, а развијао се још лошије. Совјетска војска, која је од немачких дезертера сазнала тачно време почетка напада, извршила је двадесет минута раније, на места највеће концентрације Немаца спремних за борбу, снажан артиљеријски удар. Након тога се показало да Фердинанди не оправдавају очекивања. Не само да су имали непоуздане моторе, него нису имали ни властите митраљезе и зато нису могли да дејствују против совјетске пешадије. Првог дана напада, генерал Ерхард Раус (командант 47. оклопног корпуса) успева да напредује мање од 10 километра, а корпус за његову подршку је упао у совјетско минско поље и прелази још краће растојање. На крају другог дана напада, 9. армија се пробила само 12 километра у дубину и 30 километра по ширини у совјетску одбрану. Дана, 7. јула тек трећи дан напада, 47. оклопни корпус је заустављен код Олховатке, на мање од 20 километра од полазних позиција. Ту је стала цела 9. армија. Њени губици већ су износили 20. 000 људи, а одбрана се показала јача него што се претпостављало. Будући да је стала, 9. армија је дозволила да совјети пребаце део својих снага на јужном крилу напада.
Модел је планирао да обнови напад 12. јула, но Жуков, командант совјетских снага га је претекао, започевши жесток напад против 2. оклопне армије на северном крилу Модела, дан раније. Циљ овог напада је био да се опколе немачке армије (2. оклопна и 9. армија) из састава групе армија Центар. Совјети пробијају фронт недалеко од Орела. Фон Клуге, командант групе армија Центар, пожурује да преда команду над две армије Моделу, који издаје наређење да се заустави пробој, користећи јединице одређене за напад на Курск. Операција „Цитадела“ је пропала.
Међутим вера Хитлера и Модела није ослабила након пораза код Курска. Фирер му је чак дозволио да оствари „еластичну одбрану“ у рејону Орела. И мада је тамо нападало Модела чак 82. совјетске пешадијске дивизије, 14 оклопних корпуса и 12 артиљеријских дивизија, надмоћност одбрамбене тактике Модела, потпомогнуте јаким олујама прашине, доприносе томе, да он задржава совјетско наступање. Након тога лагано одступа ка линији „Хаген“, који је достигао средином августа. За време одступања Модел користи тактику „спаљена земља“. Он спаљује већ сазрела поља жита и прогања на запад 250.000 људи, који су са собом понели толико, колико су могли да понесу. По наређењу Модела, одузета им је стока и уништено све што Немци нису могли да однесу са собом. Модел је несумњиво био крајње жесток у односима ка совјетском градском становништву. Он је активно сарађивао са казненим одредима СС-а и програмом за „пресељење“ Јевреја.
У другој половини 1943. године Модел се још више прославио као специјалиста за одбрамбене операције. Хитлер га шаље на продужени одмор током новембра, надајући се томе, да ће да се врати са новом енергијом и да може да преузме команду над групом армија „Југ“, пошто је Фирер планирао да замени Манштајна. Међутим крајем новембра Модел се поново враћа у 9. армију, након што су совјети успели да изврше пробој од 80 километра између 9. и 2. армије. Модел и генерал-пуковник Валтер Вајс (командант 2. армије) планирају да затворе настали отвор посредством подударних контранапада, но не успевају због брзине наступања совјета. Модел руководи одступањем 9. армије иза Дњепра и успешно спроводи контранападе од 21. до 26. децембра. Совјетско наступање које је трајало три месеца, заустављено је на сам крај године.
Адолф Хитлер још једном користи Модела у својству специјалисте за излаз из критичне ситуације, постављајући га 31. јануара 1944. године за главнокомандујућег групе армија „Север“ и замењујући са њим фелдмаршала Георга фон Кихлера. Група армија „Север“ (16. и 18. армија) је принуђена на повлачење а уз то је и исцрпљена од совјета који су током тог месеца сломили блокаду Лењинграда. Немачка 18. армија генерал-пуковника Линдемана се смањила на свега 17.000 војника и официра, и у њеном саставу су остале само 12. оклопна и 58. пешадијска дивизија. Први корак Модела је увођење тактике „штит и мач“, засноване на идеји дозвољеног повлачења, но само у случајевима, да спремање за повлачење почне контранападом. У томе се Модел показао као одличан психолог, створивши план одступања прихватљив за Хитлера. Овом идејом Модел је изазвао дивљење свог штаба. Хитлер је у почетку смењивао сваког команданта који би предложио повлачење, након тога се појављује Модел и Фирер одобрава сваки његов предлог. Недељу дана након постављања за главнокомандујућег Групе армија „Север“, Фирер шаље изасланика који препоручује генерал-пуковнику, да ако се појави потреба, тражи дозволу за одступање ка линији „Пантер“.
Модел се очајно труди да задржи Совјете на обали реке Луге на истоку од линије „Пантер“. Он сакупља војнике на одсуству и поново их шаље на фронт, стављајући ван снаге сва одсуства, шаље и тешке рањенике, који су могли да стоје на ногама, а такође шаље и 5% позадинских јединица на фронт. Подиже борбени дух на предњим линијама. Без имало колебања Модел тражи више дивизија од Хитлера, више спремних јединица СС-а од Химлера, више обалне артиљерије од Деница и већи део Луфтвафе од Геринга, све то, да се бори против партизана. Дана, 17. фебруара он започиње одступање ка линији „Пантер“, коју достиже, како је и планирао, 1. марта 1944. године. Још истог дана Хитлер га унапређује у фелдмаршала. Совјети брзо по завршеном немачком одступању, наносе удар по линији „Пантер“ са војском Лењинградског, Волховског и 2. Прибалтичког фронта. Борбе су трајале десет дана, до тада кад почиње пролећно отопљење, но сви покушаји совјета су одбијени. Привремено као да је Валтер Модел успео да стабилизује северни део источног фронта.
Као допуна, он је енергичан човек који воли новитете и показује очигледно лично јунаштво. Модел је има склоност да виче за сваку ситницу и често да се меша у унутрашње послове потчињених јединица, и у послове, који просто нису били његови. Он се истиче топлином и дружељубивошћу са обичним војницима, те га они много воле, но на рачун тога често је оштар и жесток са официрима. Он је могао да буде јако егоистичан и није се гнушао да понекад изврши „отимање“ делова и целих јединица других команданата. На пример, 28. марта 1944. године, Модел саставља извештај положаја на фронту, у којем се говори да Група армија „Север“ може да преда две дивизије Групи армија „Југ“ која издржава моћне ударе Црвене армије. Након тога, генерал Шмунд, начелник кадровске службе, саопштава Моделу да ће у неколико следећих дана он да замени Манштајна на место главнокомандујућег Групе армија „Југ“. Модел брзо преправља извештај, написавши сада у њему, да Група армија „Север“ може да „раздели“ пет дивизија и корпусни штаб, а исто и 12. оклопну дивизију, када је из Немачке замене две бригаде јуришних топова и оклопни батаљон. Следећег дана он увеличава количину на шест дивизија и наређује генерал-потпуковнику Еберхарду Кицелу да започне са хитним пребацивањем. Само је умешаност Цалтцлера, начелника штаба копнене војске, спречило „одузимање“ војске из Групе армија „Север“.
Модел је постављен за главнокомандујућег групе армија Југ 30. марта 1944. године, на нешто мање од недељу дана пре него што ће та група армија да промени име у група армија „Северна Украјина“. Ту се управо завршавала тренутна криза: 1 оклопна армија успева да изађе из обруча совјетске војска у Галицији. Модел шаље 9. оклопну дивизију „Хохенцштауфен“ да спаси гарнизон од 4.000 војника, који се налазио опкољен код Тернопоља, и чим је стигла тамо, узима тенкове од СС јединица и пребацује их под командом армијских официра. Да се спаси војска из обруча код Тернопоља, било је немогуће и свега 53 човека успева у ноћи 15. на 16. април да достигне линију на којој се налазила немачка војске.
Летње наступање совјетске војске на фронту групе армија „Центар“ започиње 22. јуна. Недељу дана касније 28 од 37 немачких дивизија било је уништено или опкољено. Хитлер смењује Буша и исти дан шаље Модела, да сведе на минимум размеру катастрофе. Модел задржава за себе и командовање групом армија „Северна Украјина“ (његов заменик је генерал-пуковник Јозеф Харпе). На тај начин он се више од свих других официра приближио до реализације идеје Манштајна, о постајању главнокомандујућег на целом Источном фронту. Дана, 13. јула Модел је имао под своју команду 43 дивизије од којих пет оклопних и једна оклопно-гренадирска, у саставу две групе армија.
Пошто су од групе армија „Центар“ остали само остаци, Модел се одлучује за просту стратегију: брзо повлачење са војском која је остала, докле год се код совјетске војске не јави проблем са снабдевањем наступајуће војске, а Модел да се попуни новим дивизијама, које се формирају у Немачкој. Немци редом напуштају град за градом - 14. јул Пинск, 23. јул Лублин, 27. јул Бјалисток и Лавов, а следећег дана Брест-Литовск. Дана 31. јула совјети улазе у Праг - предграђе Варшаве на десној обали Висле. Следећег дана совјети стижу до Калварија, који се налазио на свега 20-ак километра од границе са Источном Пруском.
Но сад су се Совјети нашли на граници својих могућности, без горива, подршке из ваздуха и са отежаним снабдевањем. У исто време Модел је добио појачање: оклопна дивизија Херман Геринг, 3. СС оклопна дивизија „Мртвачка глава“, 5. СС оклопна дивизија „Викинг“ и оклопну дивизију „Велика Немачка“ као и неколико пешадијских јединица. Модел изводи контранапад и поново овладава Прагом, разбијајући совјетску 2. тенковску армију и потискује их 50 километра уназад. Располажући са 45 разређене и ослабљене дивизије, Модел задржава 143 совјетске пешадијске дивизије, 12 коњичких дивизија и 2000 тенкова - трећину Стаљинове војске (на Источном фронту), на линији фронта дугој 700 километра. Дана, 17. августа Хитлер награђује Модела. Уручујући му дијаманте за мачеве и храстово лишће Витешког крста, он је рекао "Да не беше вашег херојског напора и вашег мудрог руководства храбре војске, совјети би били у Источну Пруску и дошли до Берлина".
Након завршених борби Адолф Хитлер је назвао Модела „спаситељ Источног фронта“, но у армији био је познат под надимком „Хитлеров ватрогасац“. Ситуација на Истоку привремено се стабилизовала. Од 22. јуна 1944. године совјетска војска напредовала је скоро 700 километра и налазила се на 500 километара од Берлина. Од 1. јуна 1944. године укупни губици немачке војске на Источном фронту достигли су скоро 920.000 (916.860) војника и официра.

### Западни фронт
Дана, 16. августа 1944. године Модел добија најсложенији задатак - постављен је за главнокомандујућег групе армија Б и командант војске на Западу. На место команданта групе армија Центар дошао је генерал-пуковник Рајнхард.
Модел се појављује у штаб фелдмаршала фон Клугеа 17. августа, саопштава му оставку, и одмах наређује евакуацију Џепа код Фалеза, наређења, које фон Клугеа није могао да добије од Фирера. Модел успева да извуче половину 5. оклопне и 7. армије из џепа, пре него су савезници успели да затворе потпуно окружење, но одмах затим пред њим су се нашле друге три крупне ситуације.
Америчка 3. армија под командом генерала Џорџа Патона јужно од Париза се креће брзим маршем и на његово велико чуђење не наилази ни на какав отпор; на средоземној обали Француске искрцала се 6. савезничка армијска група (под командом генерала Џејкоба Деверса) и брзо уништава 1. немачку армију Курта фон Шевалера; тако се појавила могућност да немачка 19 армија остане опкољена на јужној атлантској обали Француске. Све што је остало Моделу и његовој истрошеној војсци, је да се пребаце преко Сене, при чему су их савезници следили брзим темпом. Чињеница да је у то време избио устанак у Паризу, није нарочито узнемиравало Модела, јер како је он сматрао, у вези тога ништа не може да се уради. Када му Фирер наређује да одбрани град, Модел одговара да гарнизон од 20.000 војника којим располаже тамо, није довољан да задржи потчињеним град од 3.500.000 људи. Тада Хитлер у освети наређује команданту града генералу Дитриху фон Холтицу да уништи Париз, но он није желео да изврши наређење. Париз је ослобађају савезници 25. августа 1944. године.